# Geza Kopunović
Geza Kopunović (Subotica, 1. siječnja 1928.) je kazališni glumac iz u autonomne pokrajine Vojvodine u Republici Srbiji, danas u mirovini. Podrijetlom je bački Hrvat.
Bio je jedan od početne "mlade garde" koja je nosila HNK u Subotici.
Među ostalim ulogama, igrao je i šjor Danu u Maloj Floramy.
U svom umjetničkom radu, surađivao je i s hrvatskim književnikom Josipom Buljovčićem.
Osim glumačkog rada, okušao se i u redateljskom radu, kada je režirao predstave za Dramsku sekciju HKPD Matija Gubec iz Tavankuta.
Pored kazališta, Geza Kopunović je ostvario ulogu i na radiju. Nedugo nakon što je pokrenuta Radio Subotica, sudjelovao je u radijskom serijalu "Martin i Tona" u kojem mu je partnerica bila Katarina Bačlija. Emisija je išla nedjeljom prijepodne.
1985. je godine glumio u filmu Život je lep.
1998. je dobio priznanje "Počasni građanin Subotice".

## Vanjske poveznice
- Slika  Arhivirana inačica izvorne stranice od 19. kolovoza 2007. (Wayback Machine)
- Simbol grada  Arhivirana inačica izvorne stranice od 16. kolovoza 2007. (Wayback Machine)
- Pekár Tibor Mikor volt Szabadkán opera  Arhivirana inačica izvorne stranice od 28. listopada 2007. (Wayback Machine) (na mađarskom)
- Iznad žita nebo (velika pdf datoteka)